# Bafour
Los bafours fueron los habitantes originarios de Mauritania y los ancestros de los imraguen y los soninké, pueblos del oeste africano. Su cultura fue la de un pueblo sedentario agrícola y pastoril cuando Mauritania era una tierra más fértil. Más tarde, con el avance de la desertificación, se desplazaron hacia el sur, en busca de mejores zonas de cultivo. Otras investigaciones lo interpretan como un pueblo mítico mencionado por la tradición cultural de la sabana sur del Sahara, en las antiguas regiones de Bafur y Adrar que en el siglo XIX pasaron a formar parte de la llamada África Occidental Francesa. También hay teorías que los relacionan con la tribu libia de los bavares  que pobló el norte de África entre los siglos II y III d. C. La desertización los desplazó al sur donde se fueron mezclando con pueblos nativos.
No debe confundirse con el pueblo bafur, una comunidad nativa situada en la franja alta del río Senegal, que si bien también guarda relación con le pueblo mítico en sus tradiciones, es más próximo en su origen y de un tamaño reducido. Según las tradiciones del Adrar, fueron los primeros en plantar palmeras de dátiles en la región.

## Historia
Los griots le atribuyen el carácter de pueblo fundador de las culturas y pueblos de la sabana, entre ellos los mande, soninké, imraguen y otros pueblos del occidente africano.
Según las excavaciones arqueológicas del siglo XX y las tradiciones orales recogidas por investigadores franceses, los bafour eran agricultores que gracias a sus conocimientos de regadío y aprovechamiento de los oasis sentaron las bases de una cultura temprana en el Sahara. Una serie de yacimientos arqueológicos en el Adrar mauritano fueron atribuidos por pueblos locales a esos antiguos bafour antes de la llegada de los bererberes lamtunas
La presión del desierto obligó a  este pueblo sedentario a emigrar al sur en busca de mejores tierras. En ese proceso se fueron mezclando con otras tribus, en su mayoría nómadas dando origen a nuevas etnias. Documentos portugueses de los siglos XV y XVI ya distinguen a los bafour en dos grupos, los “blancos”, nombrados como baffor o abofur y según estas fuentes vinculados con los zanates; y los “negros” mencionados como barbar, barbir o bárbaros, a los que relacionaban con los soninké.
Si bien la región de Bafur y sus pueblos fueron islamizados, el peso de esta cultura ancestral bafour se mantiene.
Durante la ocupación colonial francesa el mito del pueblo fundador bafour se mantuvo en las zonas rurales dónde las tradiciones iniciáticas se mantuvieron vivas, lejos de las llamadas Tababudugu (“ciudades de blancos”).